# Młodość (film 2004)
Młodość (hindi युवा / Yuva, urdu یوا, ang.: Youth) – bollywoodzki dramat społeczny z 2004 roku w reżyserii znanego z politycznego zaangażowania twórcy pochodzenia tamilskiego Maniego Ratnama. W rolach głównych wystąpili Ajay Devgan, Rani Mukerji i Abhishek Bachchan. 
Akcja filmu dzieje się w Kalkucie i w Tamilnadu. Tematem filmu są losy trzech par osób, które krzyżują się ze sobą podczas wypadku samochodowego na moście Hooghly Bridge w Kalkucie. Mani Ratnam równolegle wyreżyserował tamilską wersję tego filmu Aayitha Ezhuthu.

## Fabuła
Na kalkuckim moście krzyżują się losy trojga ludzi. Lallah Singh (Abhishek Bachchan) strzela do Michaela Mukherjee (Ajay Devgan), a Arjun (Vivek Oberoi) jest świadkiem strzelaniny. Lallah pochodzi z biednej rodziny. Po opuszczeniu więzienia próbuje wspólnego życia z Sashi (Rani Mukerji), ale ani ona, ani dziecko, którego się spodziewają, nie są w stanie powstrzymać go od zdobywania pieniędzy na drodze przestępstw. Zgadza się on na zlecenie polityka Projonjita Bonnerjee (Om Puri) zabić przywódcę ruchu studenckiego Michaela. Świadkiem zamachu jest Arjun, bogaty, lekkomyślny i beztroski podrywacz szykujący się do wyjazdu na studia do USA. Dramat na moście zmienia życie trójki mężczyzn i związanych z nimi kobiet.

## Obsada
- Ajay Devgan – Michael Mukherjee
- Abhishek Bachchan – Lallan Singh
- Rani Mukerji – Sashi Singh
- Vivek Oberoi – Arjun
- Kareena Kapoor – Mira
- Esha Deol – Radhika
- Om Puri – Prosonjit Bhatacharya
- Anant Nag – ojciec Arjuna
- Sonu Sood – Gopal

## Soundtrack
Piosenki A. R.Rahmana do tekstów Mehboob'a:
- Dhakka Laga Bukka – A.R. Rahman, Karthik, Mehboob
- Khuda Hafiz – Sunitha Sarathy, Lucky Ali, Karthik
- Kabhi Neem Neem – A.R. Rahman, Madhushree
- Dol Dol – Rap Shahin Badar
- Badaal – Adnan Sami, Alka Yagnik
- Fanaa – A.R. Rahman, Sunitha Sarathy, Tanvi

## Nagrody Filmfare
- Nagroda Filmfare dla Najlepszego Aktora Drugoplanowego – Abhishek Bachchan
- Nagroda Filmfare dla Najlepszej Aktorki Drugoplanowej – Rani Mukerji
- Nagroda Krytyków Filmfare dla Najlepszego Filmu – Mani Ratnam
- Nagroda Filmfare za Najlepszy Scenariusz – Mani Ratnam
- Nagroda Filmfare za Najlepszą Scenografię – Sabu Cyril